# Стейлі (Північна Кароліна)
Стейлі (англ. Staley) — місто (англ. town) в США, в окрузі Рендолф штату Північна Кароліна. Населення — 397 осіб (2020).

## Географія
Стейлі розташоване за координатами 35°47′53″ пн. ш. 79°33′6″ зх. д. / 35.79806° пн. ш. 79.55167° зх. д. (35.797938, -79.551777).  За даними Бюро перепису населення США в 2010 році місто мало площу 2,99 км², уся площа — суходіл.

## Демографія
Згідно з переписом 2010 року, у місті мешкали 393 особи в 150 домогосподарствах у складі 112 родин. Густота населення становила 131 особа/км².  Було 171 помешкання (57/км²).
Расовий склад населення:
| - 80,2 % — білих - 8,1 % — чорних або афроамериканців - 1,0 % — корінних американців - 0,8 % — азіатів - 2,5 % — осіб інших рас |

До двох чи більше рас належало 7,4 %. Частка іспаномовних становила 9,4 % від усіх жителів.
За віковим діапазоном населення розподілялося таким чином: 27,0 % — особи молодші 18 років, 57,0 % — особи у віці 18—64 років, 16,0 % — особи у віці 65 років та старші. Медіана віку мешканця становила 39,1 року. На 100 осіб жіночої статі у місті припадало 88,0 чоловіків;  на 100 жінок у віці від 18 років та старших — 88,8 чоловіків також старших 18 років.
Середній дохід на одне домашнє господарство  становив 42 461 долар США (медіана — 32 404), а середній дохід на одну сім'ю — 46 263 долари (медіана — 37 500). Медіана доходів становила 32 500 доларів для чоловіків та 30 625 доларів для жінок. За межею бідності перебувало 30,6 % осіб, у тому числі 49,6 % дітей у віці до 18 років та 9,8 % осіб у віці 65 років та старших.
Цивільне працевлаштоване населення становило 125 осіб. Основні галузі зайнятості: виробництво — 20,8 %, освіта, охорона здоров'я та соціальна допомога — 18,4 %, транспорт — 12,0 %, будівництво — 9,6 %.